# Ruta de la Luz
La Región de Turismo de la Ruta de la Luz (Rota da Luz, en portugués) fue creada en 1985, fruto de la capacidad de asociación de gran parte de los municipios del Distrito de Aveiro en Portugal: Águeda, Albergaria-a-Velha, Arouca, Aveiro, Castelo de Paiva, Estarreja, Ílhavo, Murtosa, Oliveira de Azeméis, Oliveira do Bairro, Ovar, Sever do Vouga, Vagos y Vale de Cambra. En 1997, se agrega el municipio de São João da Madeira.

## Clima
La proximidad al mar y la presencia de grandes masas acuáticas, como la Ría de Aveiro, imprimen a esta región características climáticas muy especiales.
El clima es húmedo a lo largo de todo el año, con inviernos benignos y veranos amenos. La mayor parte de las lluvias cae entre los meses de octubre y mayo. Estas son características de un Clima Mediterráneo con características oceánicas.
Tomando como referencia la temperatura de la ciudad de Aveiro, tenemos una temperatura media anual de 15 °C con amplitud térmica que ronda los 8.5 °C.
En el verano, las temperaturas máximas son muchas veces superiores a 30 °C. En el Invierno, las temperaturas medias rondan los 10 °C.
El valor promedio de precipitación total anual es de unos 900 mm siendo algo superior en las zonas montañosas más hacia el interior.
Estas características convierten a la 'Rota da Luz' en un destino turístico altamente reconocido en Portugal y otros países europeos.
- Datos: Q6114424